# A-104
A-104 (SA-8, Saturn-Apollo 8) byla orbitální mise nosné rakety Saturn I. Byla devátou misí rakety Saturn. Náklad tvořila maketa velitelského a servisního modulu kosmické lodi Apollo a satelit Pegasus B.

## Cíle

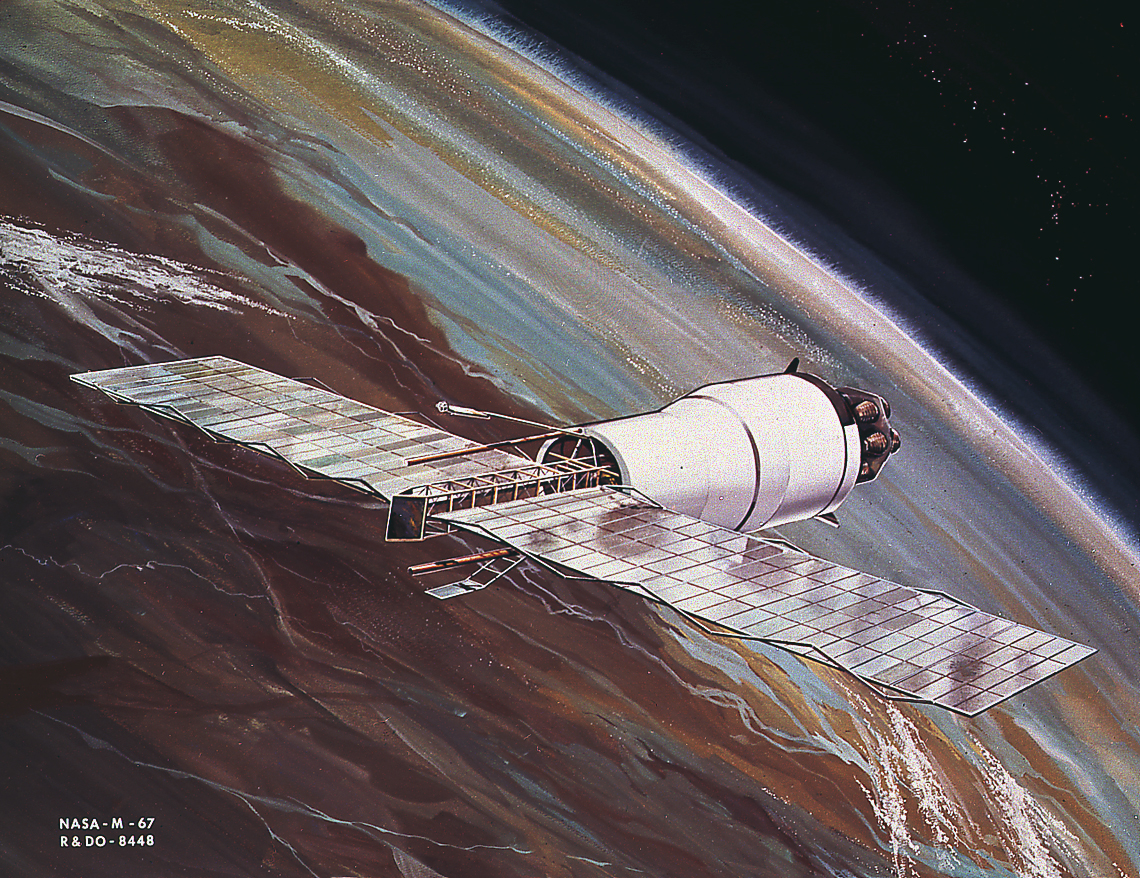
Satelit Pegasus

Úkolem mise bylo dopravit satelit Pegasus B na oběžnou dráhu, testovat vybavení pro budoucí lety s posádkou programu Apollo a ověřit přesnost naváděcí soustavy nosné rakety Saturn I. První dva cíle byly shodné s předchozí misí A-103 a ověření přesnosti bylo potřeba, neboť předchozí mise byly na nižší oběžné dráhy a bylo tedy žádoucí ověřit schopnost nosiče vynést náklad na různé dráhy.
Nosná raketa sériové číslo SA-8 i náklad byly téměř shodné jako při předchozí misi A-103. Maketa velitelského sériové číslo BP-26 byla vybavena speciálními měřidly teploty v jednom z bloků RCS trysek podobně jako při misi A-102.

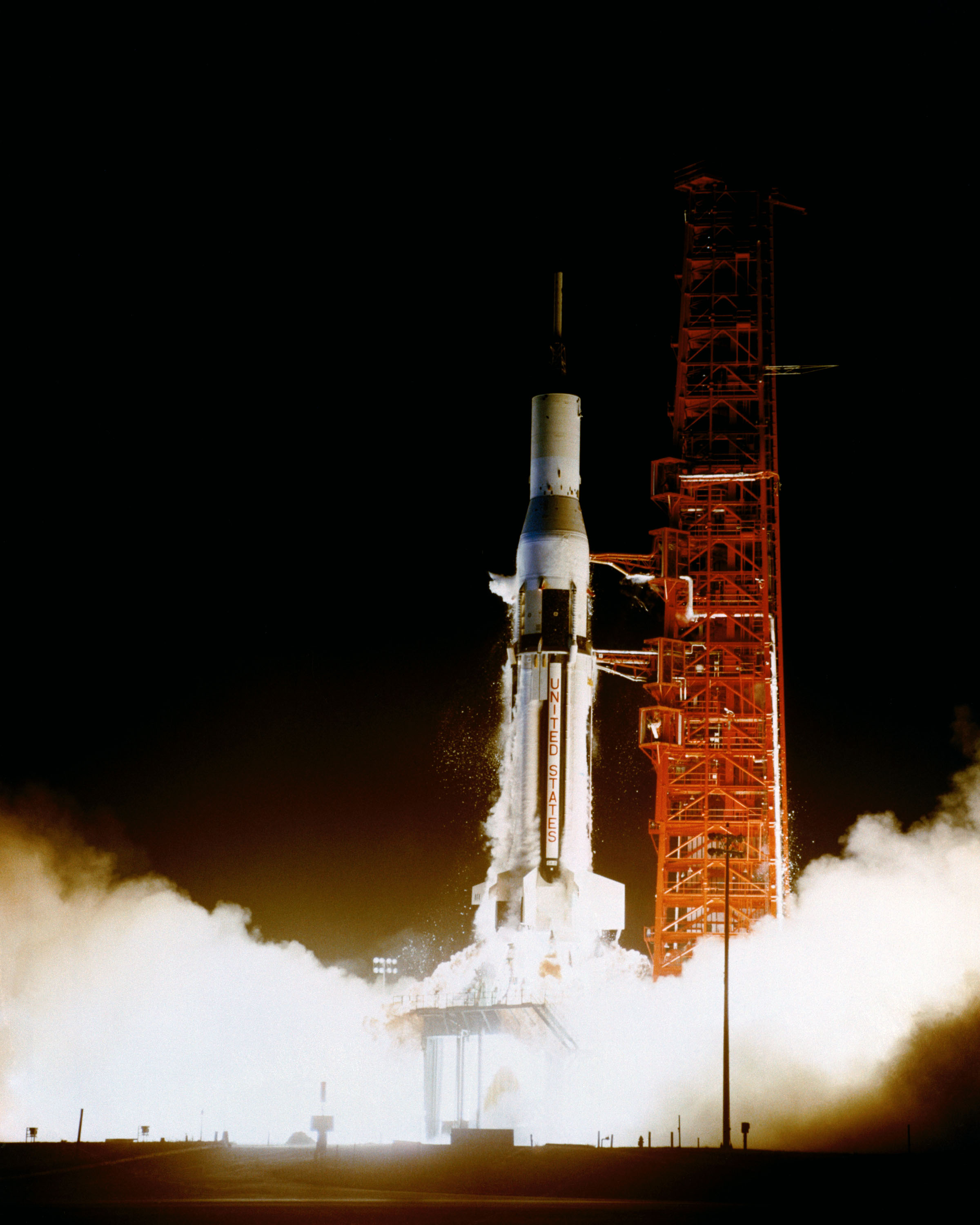
Start mise A-104

Satelit Pegasus byl opět zapouzdřen v servisním modulu, z něhož byl vysunut po odhození velitelského modulu. Druhý stupeň S-IV, servisní modul i satelit Pegasus měly zůstat spojeny po celou dobu pobytu na orbitě až do vstupu do atmosféry, kde měly zaniknout.

## Průběh letu
Start se uskutečnil 25. května 1965 na startovací rampě 37B na Cape Canaveral. Jednalo se o první noční start Saturnu I. Přesný čas startu byl posunut o 35 minut, kvůli sjednocení s časem otevření startovacího okna. Průběh letu byl bezproblémový a cílové oběžné dráhy bylo dosaženo přibližně 10,6 minuty po startu. Výsledná dráhy měla apogeum ve výšce 740 a perigeum 502 kilometrů. Satelit Pegasus B byl rozvinut stejně jako při misi A-103 a jeho plánovaná životnost byla 1220 dní. Došlo sice k menším poškozením a selháním, ale všechny požadavky byly splněny a mise byla prohlášena za úspěšnou. Celková hmotnost vynesených částí činila 15 473 kg. Pegasus B byl deaktivován 29. srpna 1968 a se zbytkem rakety vstoupil do atmosféry v listopadu 1979.